# الفقر المدقع

معدلات الفقر المطلقة، بناء على 2011 دولار الدولي المستمر تعادل القوة الشرائية، وفقا للبنك الدولي في عام 2014. ووفقا لتقديرات المنقحة البنك الدولي للفقر المدقع إلى جانب التنمية الاقتصادية الإقليمية، وانخفضت معدلات الفقر المدقع بشكل كبير في الصين والهند. في بلدان أخرى، ازداد الفقر المدقع في 2011 المقاييس مقارنة بعام 2005 المقاييس.

الفقر المُدقِع أو الفقر المُطلَق أو الفاقة وقد عرفت في الأصل من قبل الأمم المتحدة في عام 1995 بأنه «حالة تتسم بالحرمان الشديد من الاحتياجـات الإنـسانية الأساسـية، بمـا في ذلـك الغذاء ومياه الشرب الآمنة ومرافق الـصرف الـصحي والـصحة والمـأوى والتعلـيم والمعلومـات. وهـو يتوقـف لا علـى الـدخل فقـط، ولكـن علـى الحـصول علـى الخـدمات أيـضا». حاليا، يشير الفقر المدقع على نطاق واسع لكسب تحت خط الفقر الدولي من 1,25 دولار أمريكي / يوم (بأسعار عام 2005)، التي وضعها البنك الدولي. هذا الإجراء هو ما يعادل لكسب 1,00 دولار أمريكي يوميا في عام 1996 أسعار الولايات المتحدة، وبالتالي فإن التعبير المستخدم على نطاق واسع، الذين يعيشون على «أقل من دولار واحد في اليوم.» الغالبية العظمى من هؤلاء في فقر مدقع - 96٪ - يقيمون في جنوب آسيا وأفريقيا جنوب الصحراء الكبرى، وجزر الهند الغربية، وشرق آسيا والمحيط الهادئ؛ ما يقرب من نصف يعيشون في الهند والصين وحدها.
وكان الحد من الفقر المدقع والجوع الهدف الأول من الأهداف الإنمائية للألفية (MDG1)، والتي وضعتها 189 دولة عضو في الأمم المتحدة في عام 2000. وعلى وجه التحديد، تعيين MDG1 هدفا لخفض معدل الفقر المدقع إلى النصف بحلول عام 2015، وهو الهدف الذي كان في استقباله 5 سنوات قبل الموعد المحدد. مع انقضاء الأهداف الإنمائية للألفية يقترب بسرعة، والمجتمع الدولي، بما في ذلك الأمم المتحدة والبنك الدولي والولايات المتحدة، وقد حدد هدفا يتمثل في القضاء على الفقر المدقع بحلول عام 2030.

## الاتجاهات الحالية

### وصولًا إلى الصفر
طبقًا لتعريف البنك الدولي لخط الفقر الذي يبدأ من 1.9 دولار في اليوم —اعتبارًا من عام 2016— فما زال هناك 766 مليون شخص تقريبًا في حالة فقر مدقع (أو حوالي 1 من كل 10 أشخاص). يعيش نصف هؤلاء تقريبًا في الهند والصين، حيث يعيش أكثر من 85٪ منهم في 20 دولة فقط. منذ منتصف التسعينات هناك انخفاض ثابت في معدل الفقر على مستوى العالم والعدد الإجمالي للفقراء المدقعين. في عام 1990، بلغت نسبة السكان الذين يعيشون في فقر مدقع 43٪، ولكن في عام 2011 انخفضت هذه النسبة إلى 21٪. هذا الانخفاض في معدل الفقر المدقع يتماشى مع الهدف الإنمائي الأول للألفية (MDG1) الذي اقترحه الأمين العام السابق للأمم المتحدة كوفي عنان، الذي دعا المجتمع الدولي في مطلع القرن إلى «إخفاض نسبة الناس الذين يعيشون في فقر مدقع للنصف... بحلول عام 2015».

سكان العالم في الفقر المدقع

مجموع السكان الذين يعيشون في فقر مدقع ، حسب المنطقة العالمية من 1987 إلى 2013.

وقد حدث هذا الانخفاض في الفقر المدقع بشكل ملحوظ في الصين وإندونيسيا والهند وباكستان وفيتنام. هذه البلدان الخمسة تمثلت في خروج 715 مليون شخص من الفقر المدقع بين عامي 1990 و2010 - بإجمالي صافي يفوق حوالي 700 مليون شخص. ويمكن تفسير هذه الغرابة الإحصائية بحقيقة أن عدد الأشخاص الذين يعيشون في فقر مدقع في جنوب صحراء إفريقيا قد ارتفع من 290 مليون إلى 414 مليون شخص خلال نفس الفترة. ومع ذلك، هناك العديد من الإشارات الإيجابية للحد من الفقر على المستوى العالمي. منذ عام 1999، انخفض العدد الإجمالي للفقراء المدقعين في المتوسط بمقدار 50 مليون في السنة. علاوة على ذلك، في عام 2005، ولأول مرة في التاريخ المسجل، بدأت معدلات الفقر في الانخفاض في كل منطقة من مناطق العالم، بما في ذلك إفريقيا. على الرغم من أن هذا يرجع إلى حد كبير إلى تغيير في إعلان الأمم المتحدة للألفية 2000، حيث تم تمديد فترة الخطة إلى عام 1990، إلا أنها كانت في السابق ممتدة لعام 1996. وقد استغل تغيير التاريخ النمو السكاني السريع والحد من الفقر بشكل كبير في الصين خلال التسعينات. وكما ذُكر آنفًا، فقد انخفض عدد الأشخاص الذين يعيشون في فقر مدقع من 1.9 بليون إلى 766 مليون على مدى العقود الماضية. إذا واصلنا مسيرتنا الحالية، يتوقع العديد من الاقتصاديين أن نصل إلى «الصفر» العالمي بحلول 2030-2035، وبالتالي «إنهاء» الفقر المدقع. يستلزم الصفر العالمي عالمًا يعيش فيه أقل من 3٪ من سكان العالم في فقر مدقع (المتوقع في ظل أكثر السيناريوهات تفاؤلًا أن يكون أقل من 200 مليون شخص). تم تحديد هذا الرقم «صفر» بنسبة 3٪ اعترافًا بحقيقة أن بعض مقدار الفقر «الاحتكاكي» سيستمر، سواء كان بسبب نزاع سياسي أو تقلبات اقتصادية غير متوقعة، على الأقل في المستقبل المنظور. ومع ذلك، تشير مؤسسة بروكنغز إلى أن أي إسقاط عن الفقر أكثر من بضع سنوات في المستقبل ينطوي على خطر عدم اليقين الشديد. ويرجع ذلك إلى أن التغيرات في الاستهلاك والتوزيع في جميع أنحاء العالم النامي خلال العقدين المقبلين يمكن أن تؤدي إلى تحولات هائلة في الفقر العالمي، للأفضل أو للأسوأ.

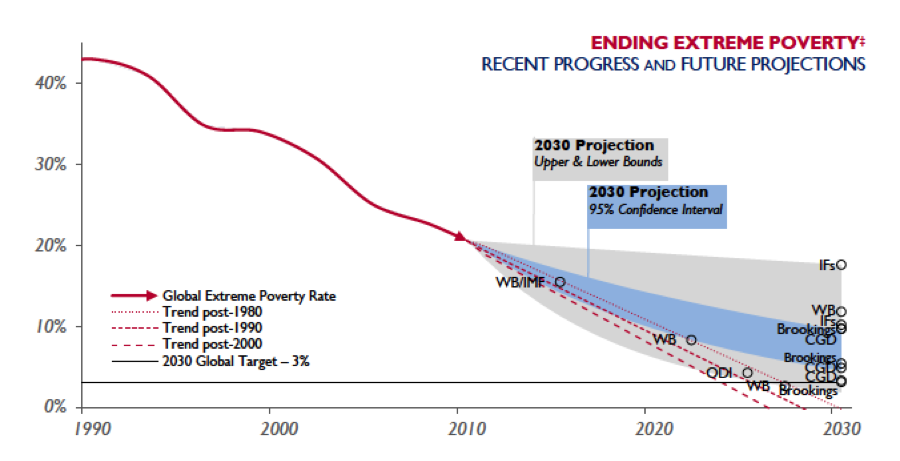
توقعات متعددة لفكرة "إنهاء" الفقر المدقع بحلول عام 2030. يمثل محور صاد النسبة المئوية للناس الذين يعيشون في فقر مدقع دوليًا.

وهناك آخرون أكثر تشاؤمًا بشأن هذه الإمكانية، حيث يتوقع الكثيرون مجموعة أنه سيعيش 193 إلى 660 مليون شخص في فقر مدقع بحلول عام 2035. وبالإضافة إلى ذلك، يعتقد البعض أن معدل الحد من الفقر سيتباطأ في العالم النامي، خاصة في إفريقيا، وهذا سوف يستغرق أكثر من خمسة عقود للوصول إلى «الصفر» العالمي. وعلى الرغم من هذه التحفظات، فإن العديد من المنظمات الدولية والوطنية البارزة، بما في ذلك الأمم المتحدة والبنك الدولي والحكومة الفيدرالية للولايات المتحدة (عبر الوكالة الأمريكية للتنمية الدولية (USAID))، قد حددت هدفًا للوصول إلى الصفر العالمي بحلول نهاية عام 2030.

### عوامل التفاقم
هناك مجموعة متنوعة من العوامل التي قد تعزز أو تحرض على وجود الفقر المدقع، مثل المؤسسات الضعيفة ودورات العنف وانخفاض مستوى النمو. تظهر الأبحاث الأخيرة للبنك الدولي أن بعض البلدان يمكن أن تقع في «فخ هشاشة»، حيث تمنع العوامل المذكورة أعلاه أفقر الدول من الخروج من التوازن ذو المستوى المنخفض على المدى الطويل. وعلاوة على ذلك، فإن معظم الانخفاض في الفقر المدقع على مدى السنوات العشرين الماضية قد حدث في بلدان لم تشهد صراعًا مدنيًا أو كان لديها مؤسسات حاكمة تتمتع بقدرة قوية على الحكم الفعلي. وبالتالي، من أجل إنهاء الفقر المدقع، من المهم أيضًا التركيز على المشاكل المترابطة بالهشاشة والصراع.
عرّفت الوكالة الأميركية للتنمية الدولية (USAID) الهشاشة على أنها افتقار الحكومة إلى الشرعية (النظرة إلى الحكومة أنها كافية للقيام بعملها) وفعاليتها (مدى حسن الحكومة في الحفاظ على القانون والنظام، بطريقة عادلة). وبما أن الدول الهشة غير قادرة على القيام بوظائف الدولة بشكل منصف وفعال، فإن هذه الدول أكثر عرضة للاضطرابات العنيفة واللامساواة الجماعية. بالإضافة إلى ذلك، في البلدان ذات المستويات العالية من عدم المساواة (وهي مشكلة شائعة في البلدان التي تفتقر إلى مؤسسات الحكم)، هناك حاجة إلى معدلات نمو أعلى بكثير لتقليل معدل الفقر مقارنة بالدول الأخرى. ناهيك عن أنه بعد إزالة الصين والهند من المعادلة، فإن ما يصل إلى 70٪ من فقراء العالم يعيشون في دول هشة من خلال بعض التعاريف الخاصة بالهشاشة. وبالنظر إلى أبعد من ذلك، يتوقع بعض المحللين أن الفقر المدقع سوف يتركز بشكل متزايد في الدول الهشة ذات الدخل المنخفض مثل هايتي واليمن وجمهورية إفريقيا الوسطى خلال السنوات القادمة. ومع ذلك، يؤكد بعض الأكاديميين، مثل آندي سومنر، أن الفقر المدقع سيزداد تركيزه في البلدان متوسطة الدخل، مما سيخلق «مفارقة الفقر» - حيث أن فقراء العالم لا يعيشون فعليًا في أفقر البلدان.

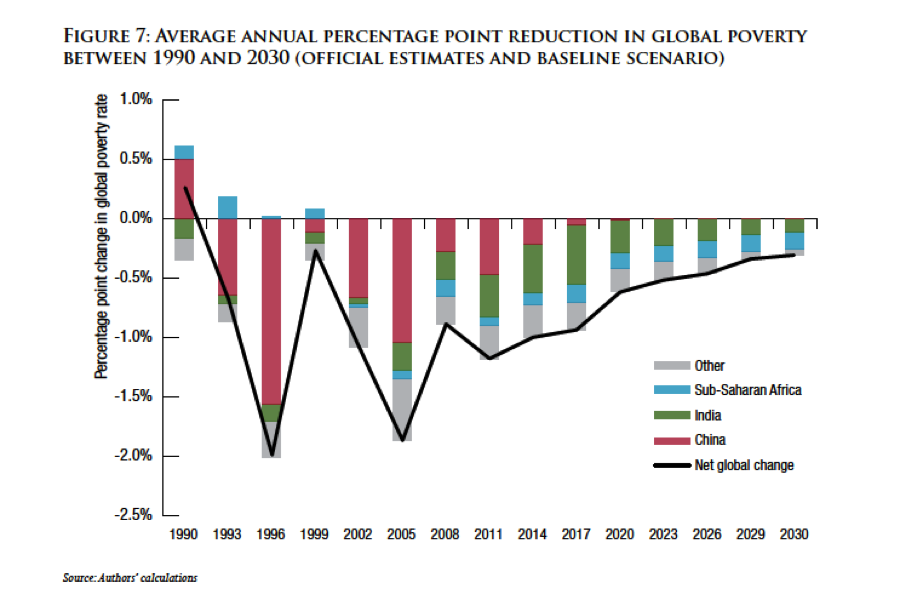

على الرغم من هذه المناقشة، لا يزال التصدي لمشكلة الهشاشة مسألة حقيقية للغاية. لمساعدة الدول الهشة ذات الدخل المتدني بالاتجاه نحو السلام والازدهار، قد تم إنشاء «الاتفاق الجديد للمشاركة في الدول الهشة»، الذي أقرته أربعون دولة ومؤسسات متعددة الأطراف في عام 2011. تمثل «الصفقة الجديدة» هذه خطوة مهمة نحو معالجة مشكلة الهشاشة كما صاغتها في الأصل الدول الهشة التي حددت نفسها، والتي دعت المجتمع الدولي ليس فقط إلى «القيام بالأشياء بشكل مختلف»، بل وأيضاً «للقيام بأشياء مختلفة».
من ناحية أخرى، لا يزال الصراع الأهلي سببًا رئيسيًا في استمرار الفقر في جميع أنحاء العالم النامي. يمكن للصراع المسلح أن يكون له تأثيرات شديدة على النمو الاقتصادي لعدد كبير من الأسباب - فهو يدمر الأصول، ويخلق هجرة جماعية غير مرغوبة، ويدمر سبل العيش، ويحول الموارد العامة نحو القتال الحربي. ومما له دلالة مهمة، أن هناك دولة عانت من عنف كبير خلال الفترة من 1981-2005 وكان معدل الفقر المدقع بها أعلى ب21 نقطة مئوية عن دولة أخرى لم تعاني من العنف. في المتوسط، سيكلف الصراع الأهلي الدولة الواحدة ما يقرب من 30 سنة من نمو الناتج المحلي الإجمالي. ولذلك، فإن الالتزام المتجدد من جانب المجتمع الدولي بالتصدي للحالة المتدهورة في الدول شديدة الهشاشة أمر ضروري للحيلولة دون وقوع خسائر جماعية في الأرواح، ولمنع الحلقة المفرغة للفقر المدقع.
في عام 2013، كانت النتيجة السائدة في تقرير البنك الدولي أن الفقر المدقع هو الأكثر انتشارًا في البلدان التي تُدعى بالبلدان منخفضة الدخل. في هذه البلدان، وجد البنك الدولي أن التقدم في الحد من الفقر أبطأ، والفقراء يعيشون في ظروف رهيبة وأن أكثر الأشخاص تضررًا هم الأطفال الذين يبلغون من العمر 12 سنة أو أقل.